# Schlacht von Legnano
Die Schlacht von Legnano fand am 29. Mai 1176 etwa 30 km nordwestlich von Mailand statt. Dabei besiegten die im Lombardenbund („Lega Lombarda“) vereinten norditalienischen Kommunen das Heer Kaiser Friedrichs I. Barbarossa.

## Hintergrund
Nach dem Ende des Römischen Reiches und der Völkerwanderung entstand in Europa das Reich der Franken, dessen König Karl der Große im Jahr 800 vom Papst zum Kaiser ernannt wurde. Es umfasste in groben Zügen die heutigen Staaten Frankreich und Deutschland, die Benelux-Staaten, die Schweiz, Österreich, Nord- und Mittelitalien, Teile Ungarns sowie einen kleinen Teil Nordostspaniens. Es sah sich als Nachfolger des 476 untergegangenen Weströmischen Reiches. Kurz nach dem Tod Karls des Großen zerfiel es jedoch unter anderem in ein West- und in ein Ostreich, aus denen später Frankreich und Deutschland hervorgingen. Für kurze Zeit bestand auch ein selbständiges Königreich Italien, das jedoch 962 vom ostfränkisch-deutschen König Otto I. erobert wurde, der danach zum Kaiser gekrönt wurde, das Land wurde damit zu Reichsitalien. Da die Kaiser meist abwesend und die Alpen ein beschwerliches Hindernis waren, erlangten die norditalienischen Kommunen eine weitreichende Autonomie und wehrten sich ab dem 11. Jahrhundert gegen die kaiserliche Vorherrschaft. Dabei erlangte mit der Zeit vor allem Mailand eine Vorherrschaft über andere Kommunen, die sich darüber beim Kaiser beschwerten. Nachdem Kaiser Friedrich I. Barbarossa auf dem Reichstag von Roncaglia bei Piacenza die kaiserliche Autorität durch die Entsendung von kaiserlichen Potestas in die italienischen Kommunen hatte erneuern wollen, wurde dies von vielen Kommunen abgelehnt, und es kam zu Aufständen, die jedoch niedergeschlagen wurden. 1154 verwüstete er die mit Mailand verbündete Stadt Tortona, 1162 zerstörte er Mailand. Außerdem schwelte seit 1077 ein Konflikt zwischen Papst und Kaiser um die Vorherrschaft in Europa, in dessen Rahmen es 1159 zu einer zwiespältigen Papstwahl kam. Der Vertreter der päpstlichen Vorherrschaft über den Kaiser, Papst Alexander III., verbündete sich u. a. mit den lombardischen Kommunen und vermittelte zwischen den Kommunen ein Bündnis, den Lombardenbund.

## Der Lombardenbund
Die sich sonst regelmäßig befehdenden norditalienischen Kommunen schlossen sich schließlich zum Zweck des gemeinsamen Kampfes gegen den Kaiser zum Lombardenbund zusammen. Auf einer Versammlung bei Pontida (zwischen Bergamo und Lecco) schworen sie, den Kaiser mit Waffengewalt zur Anerkennung ihrer Rechte zu zwingen. 1174 kam Kaiser Friedrich I. Barbarossa nach Italien, um den Aufständen der Kommunen ein Ende zu bereiten. Zunächst belagerte er die piemontesische Stadt Alessandria, die ihren Namen zu Ehren Papst Alexanders III. erhalten hatte. Papst Alexander hatte sich mit dem Lombardenbund verbündet, weil er sich vom deutschen Kaiser bedroht fühlte, der auch die Stadt Rom als Ursprung seiner Kaiserwürde im Reich sehen wollte. Außerdem hatte Rom unter Karl dem Großen schon zum Karolingischen Reich gehört. Der Kaiser benötigte dringend zusätzliche Truppen von jenseits der Alpen, um in der bevorstehenden Entscheidungsschlacht gegen die Lombarden bestehen zu können. Bei einem Treffen in Chiavenna Anfang 1176 weigerte sich jedoch Friedrichs wichtigster Vasall, Heinrich der Löwe, Herzog von Sachsen und Bayern, ihm militärisch zu Hilfe zu kommen. Somit standen dem Kaiser kaum mehr als 3.000 Mann zur Verfügung, mit denen er gegen die zahlenmäßig in etwa gleich starken Italiener antreten musste. Zur entscheidenden Auseinandersetzung kam es dann am 29. Mai 1176 in der Nähe von Legnano.

## Die Schlacht von Legnano

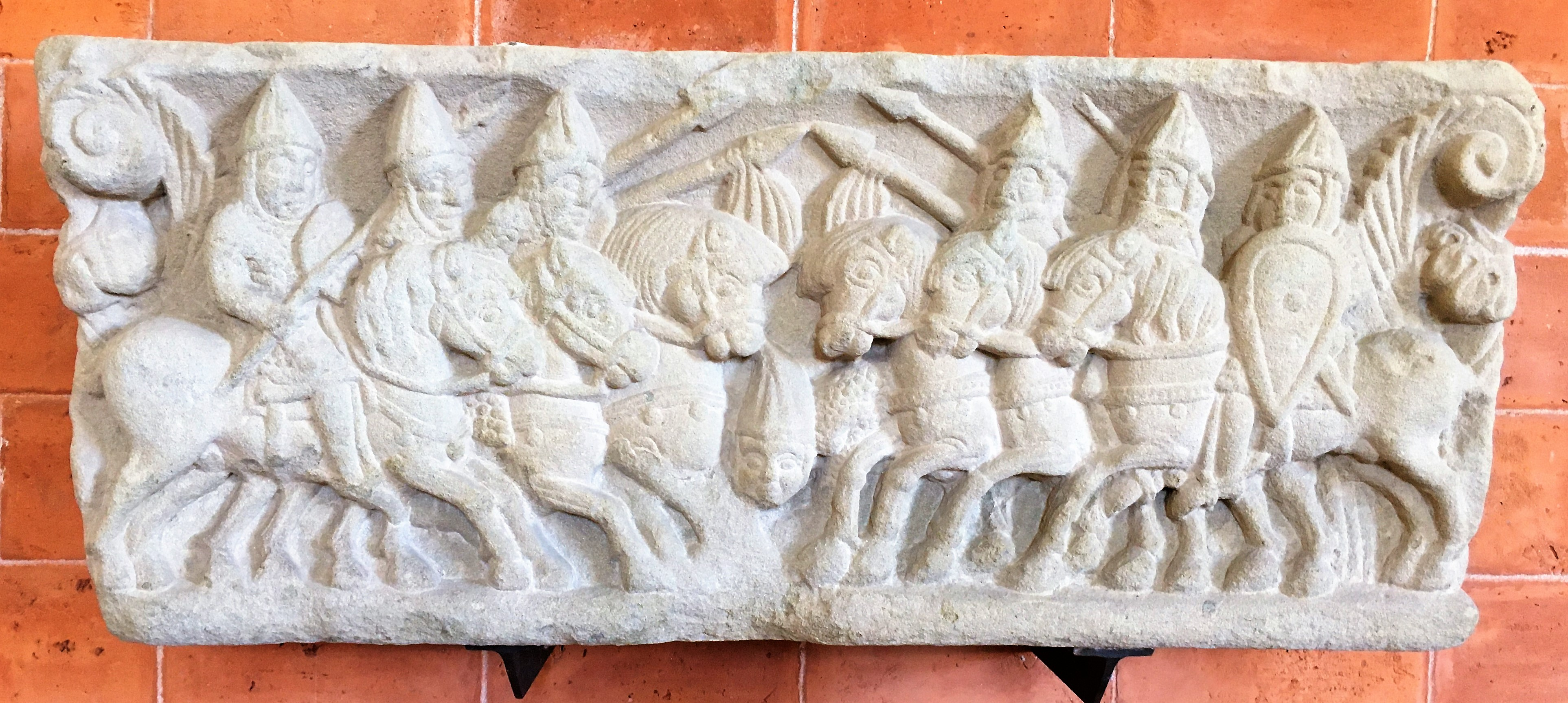
Ritter aus dem 12. Jahrhundert, Pavia, Musei Civici.

Die Schlacht von Legnano entwickelte sich aus einer lokalen Episode. Friedrich I. hatte mit seinen Truppen in Seprio bei Legnano eine Pause eingelegt. Die Bauern der Umgebung griffen zu den Waffen und stürzten sich im Morgengrauen auf die weit unterlegene kaiserliche Vorhut bei Borsano. Kurze Zeit danach erreichte der Kaiser persönlich mit seiner Reiterei den Ort des Geschehens. Die Bauern Legnanos zogen sich daraufhin zu ihrem „Carroccio“ zurück, einem von Ochsen gezogenen Karren, auf dem sich das Kriegerheiligtum der Kommune befand (zu vergleichen mit der heutigen Truppenfahne). Während die Bauern der kaiserlichen Kavallerie nicht standhalten konnten und zum Teil nach Mailand flohen, stellten sich die übrigen Fußtruppen und die kleine örtliche Reiterei phalanxartig auf. Die ersten Linien wurden von den kaiserlichen Truppen sofort brutal niedergemacht, doch dann erwachte bei den Lombarden ein trotziger Kampfgeist, der sie fast bis zur völligen Vernichtung kämpfen ließ. In der Zwischenzeit waren jedoch die besten Reiter Brescias und Mailands sowie frische Infanterie eingetroffen. Diese griffen am frühen Nachmittag die Flanke des kaiserlichen Heeres an. Der entscheidende Schlag gelang den Reitern aus Brescia, die den Träger der kaiserlichen Insignien töteten und den Kaiser zur Flucht zwangen. Dieser Vorfall verunsicherte auch die übrigen Truppen, die Richtung Tessin flohen.

## Weitere Entwicklung
Militärisch geschlagen, sah sich Friedrich I. gezwungen, seine Unterstützung des Gegenpapstes aufzugeben und Frieden mit Papst Alexander zu schließen, den er 1177 im Frieden von Venedig anerkannte. Im Frieden von Konstanz erkannte der Kaiser 1183 dann auch die „innere Autonomie“ der italienischen Kommunen an, welche ihrerseits die formale „Oberhoheit“ des Kaisers akzeptierten. 
Die diplomatische Klärung der italienischen Angelegenheiten gab dem Kaiser dann Gelegenheit, sich mit Heinrich dem Löwen zu befassen, dem schließlich 1180 in Gelnhausen seine beiden Herzogtümer entzogen wurden und der sich nach einer Reichsheerfahrt im Jahr darauf geschlagen geben musste. 
Kaiser Friedrich II., der lange Jahre auf Sizilien lebte und dort den modernsten Beamtenstaat seiner Zeit geschaffen hatte, versuchte 1237 erneut, Norditalien unter seine Kontrolle zu bringen (Schlacht von Cortenuova). 1249 schlugen die Milizen Bolognas seinen Sohn Enzio von Sardinien bei Fossalta und kerkerten ihn lebenslang ein. Mit dem Tod Friedrichs im Jahr 1250 und der Schlacht bei Tagliacozzo 1268 endete die Herrschaft der Staufer in Italien.
In Süditalien setzten sich anschließend die spanischen Aragonier fest, in Mittelitalien konsolidierte sich der Kirchenstaat mit der unantastbaren weltlichen Herrschaft der Päpste, während sich aus den nunmehr unabhängigen, zum Teil demokratischen Kommunen Norditaliens die freien norditalienischen Staaten entwickelten, die später dann Träger der italienischen Renaissance wurden.

## Bedeutung in der Moderne
Die Schlacht von Legnano gelangte während der italienischen Einigungsbewegung (Risorgimento) zu gewisser Bedeutung. Das 1847 entstandene Kampflied der italienischen Freiheitsbewegung Fratelli d’Italia bezieht sich in der vierten Strophe auf die Schlacht von Legnano. Nach den Volksaufständen und dem Krieg von 1848 komponierte Giuseppe Verdi die Oper La battaglia di Legnano, die im Januar 1849 uraufgeführt wurde. Im Jahr 1900 wurde in Legnano dem sagenumwobenen Sieger der Schlacht von Legnano, Alberto da Giussano, ein Denkmal errichtet. In den 1980er Jahren gründete der italienische Politiker Umberto Bossi die separatistische Partei „Lega Lombarda“, die später mit der „Liga Veneta“ zur Lega Nord fusionierte. Diese Partei führt Alberto da Giussano im Wappen.

## Darstellungen

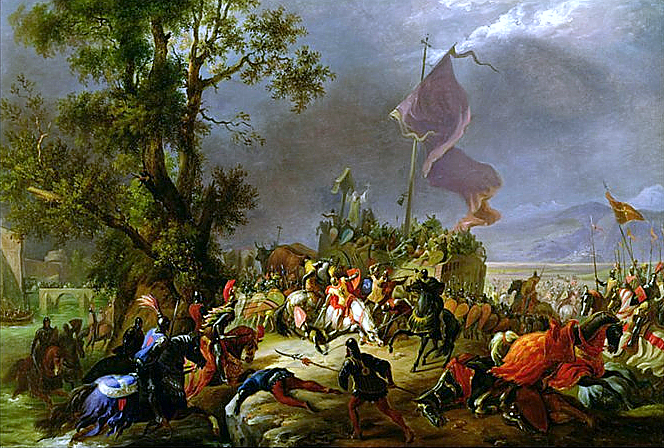
Gemälde von Massimo d’Azeglio aus dem Jahr 1831.

Das Ereignis inspirierte unter anderen den italienischen Historienmaler Amos Cassioli (1832–1891), dessen Schlacht von Legnano betiteltes Gemälde in Florenz in der Galerie der modernen Kunst des Palazzo Pitti bewahrt wird.